# Hednota hagnodes
Hednota hagnodes là một loài bướm đêm trong họ Crambidae.